# Rameẕānābād
Rameẕānābād (persiska: رَشنو, رَمِزان آباد, شَنو, رمضان آباد, Rashnū, Ramaẕānābād-e Qorbān ‘Alī, Ramaẕānābād, Ramezānābād, Shanū, رَمَضانابادِ قُربان عَلی) är en ort i Iran.   Den ligger i provinsen Lorestan, i den västra delen av landet, 400 km sydväst om huvudstaden Teheran. Rameẕānābād ligger 1 646 meter över havet och antalet invånare är 165.
Terrängen runt Rameẕānābād är huvudsakligen kuperad, men åt sydost är den platt. Runt Rameẕānābād är det ganska tätbefolkat, med 70 invånare per kvadratkilometer. Närmaste större samhälle är Nūrābād, 15,4 km norr om Rameẕānābād. Trakten runt Rameẕānābād består i huvudsak av gräsmarker.